# Electribius similis
Electribius similis är en skalbaggsart som beskrevs av Lawrence 1995. Electribius similis ingår i släktet Electribius och familjen Artematopodidae. Inga underarter finns listade i Catalogue of Life.